# Kleine rupsendoder
De kleine rupsendoder (Ammophila campestris) is een vliesvleugelig insect uit de familie van de langsteelgraafwespen (Sphecidae). De wetenschappelijke naam van de soort is voor het eerst geldig gepubliceerd in 1809 door Latreille.
De etholoog G.P. Baerends heeft voor zijn promotie veldonderzoek gedaan naar het gedrag van onder andere de kleine rupsendoder.